# Heilig Hartkerk (Langeweg)

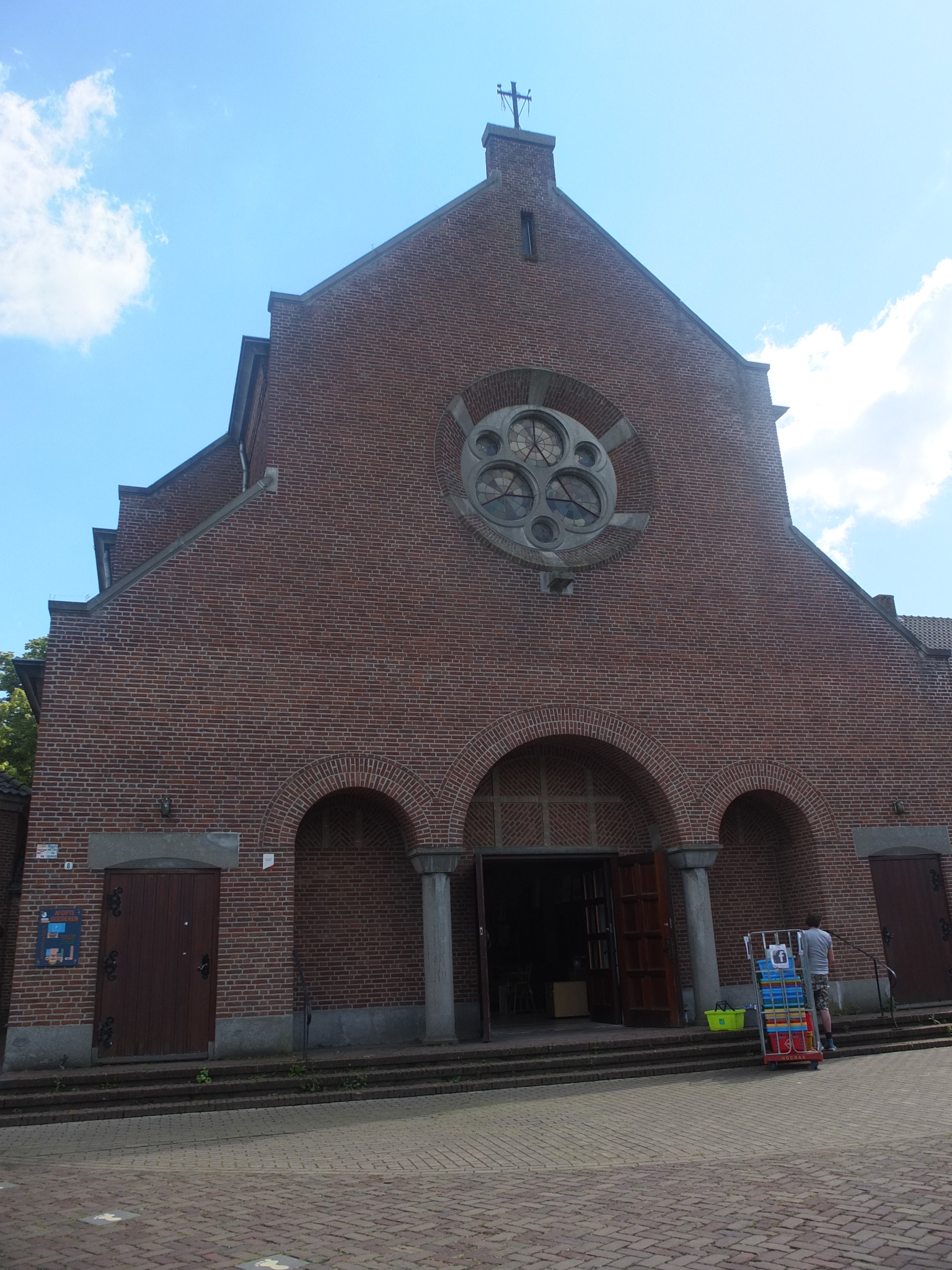
Heilig Hartkerk

De Heilig Hartkerk is de voormalige parochiekerk van de tot de Noord-Brabantse gemeente Moerdijk behorende plaats Langeweg. De kerk is gelegen aan de Kloosterlaan 6.

## Geschiedenis
Doordat Langeweg op het grensvlak van meerdere parochies lag, duurde het lang voordat het een zelfstandige parochie werd. In 1874 kwamen de kapucijnen naar Langeweg en stichtten daar een klooster. In datzelfde jaar kwam een noodkerk gereed en in 1876 volgde een definitieve, aan het Heilig Hart gewijde, kerk. Dit was aanvankelijk een kloosterkerk. In 1944 werd deze door oorlogsgeweld beschadigd. In 1951 werd er een nieuwe kerk gebouwd, naar ontwerp van C.P. Schellekens.
In 1960 richtten de kapucijnen een rectoraat op en in 1978 werd dit omgezet in een parochie waarvoor de Kapucijnen nog een pastoor leverden. Deze vertrok in 1994 en daarmee kwam aan de invloed van de kapucijnen op de parochie een einde.
In 2005 fuseerde de parochie met een aantal andere tot de Immanuelparochie. 
In 2013 werd de kerk onttrokken aan de eredienst. De kerk wordt sindsdien, evenals al eerder het klooster, gebruikt door de Stichting Emmaus.

## Gebouw
Het betreft een bakstenen kerk met neoromaanse stijlelementen zoals een rondbogig ingangsportaal. De kerk heeft geen toren, maar een dakruiter boven het koor.
Nabij de kerk bevindt zich een kerkhof waar ook een aantal paters begraven liggen.